# Cotorra pitblava
La cotorra pitblava (Pyrrhura cruentata) és una espècie d'ocell de la família dels psitàcids que habita els boscos de les terres baixes del Brasil oriental.